# Монтана в Гражданской войне
Участие территории современного штата Монтана в гражданской войне было весьма слабым из-за удалённости этих мест от основных театров боевых действий.
На момент начала войны в 1861 году земли современного штата Монтана были разделены между Территорией Дакота и Территорией Вашингтон. В 1863 году была создана Территория Айдахо, и эти земли вошли в её состав. И лишь в 1864 году была образована Территория Монтана.
В 1850-х годах на этих землях были открыты месторождения золота, и сюда начали переселяться золотодобытчики. Так как значительное их число были выходцами из южных штатов, то во время Гражданской войны они полагали, что доходы от золотодобычи должны идти в казну Юга, а не Севера. Жители округа Мэдисон даже пожелали назвать свой новый город «Варина» в честь Варины Дэвис — жены президента КША Джефферсона Дэвиса, однако судья Биссел, бывший уроженцем Коннектикута, отказался зарегистрировать такое название, и город получил название Виргиния-Сити. Тем не менее сторонников Юга на этих землях было очень много, добываемое здесь золото шло в доход не только Севера, но и Юга, а открытая во время «золотой лихорадки» 1863—1864 годов крупнейшая золотая жила, обнаруженная в округе Бродуотер в 13 км к западу от Таунсенда, тут же получила название «овраг Конфедерации» («Confederate Gulch»).